# Nitrogenase

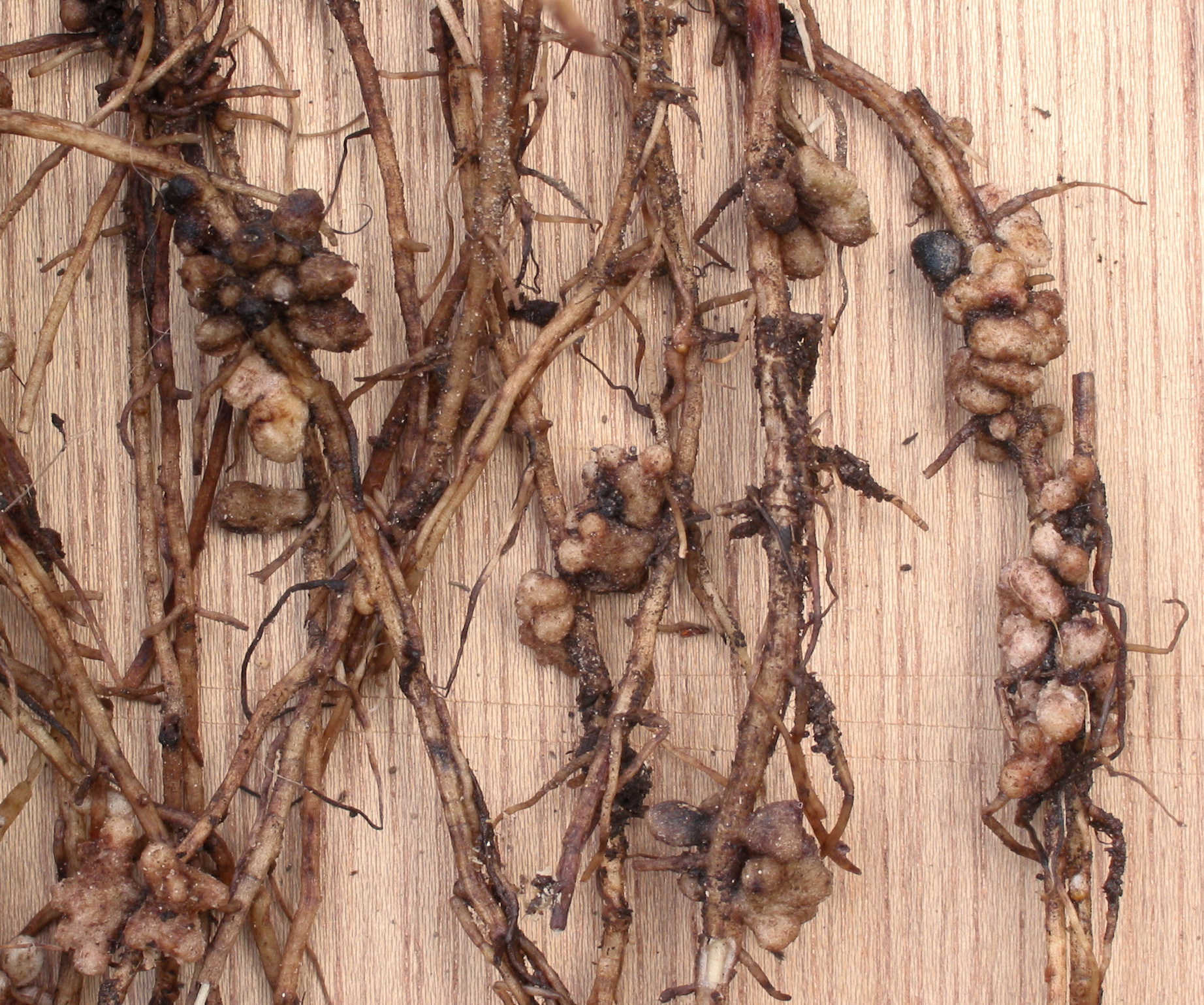
Stikstofknolletjes bij tuinboon

Nitrogenase is een enzym dat stikstof (N2) uit de lucht, door reducering, kan omzetten in een voor organismen opneembare vorm, zogeheten stikstoffixatie. Dit enzym komt onder andere voor bij wortelknobbelbacteriën (Rhizobium sp.), die voorkomen in de stikstofknolletjes van vlinderbloemigen. Het komt ook voor bij vrijlevende eencelligen – bijvoorbeeld bij bepaalde Archaea. Stikstoffixerende Actinomyceten zijn eveneens bekend, zoals Cyanobacteriën (bijvoorbeeld Anabaena) of Proteobacteria (bijvoorbeeld Azotobacter).
Daar N2 een zeer stabiel molecuul is, is veel energie in de vorm van ATP nodig om de drievoudige chemische binding tussen de stikstofatomen te verbreken. Bij deze biochemische reactie wordt ammoniak gevormd, dat vervolgens met glutaminezuur verder tot glutamine reageert.
De nitrogenase van de meeste bacteriën is extreem gevoelig voor het zeer reactieve zuurstof. Daarom hebben deze bacteriën dikke slijmkapsels of bijzonder dikke celwanden. Bacteriën die een oxygene fotosynthese hebben, scheiden stikstoffixerende cellen (heterocysten) ruimtelijk af, of assimileren de stikstof alleen 's nachts als de lichtafhankelijke fotosynthese in rust is.
Streptomyces thermoautotrophicus, een thermofiele bacterie die uit kolenmeilers geïsoleerd werd, heeft een nitrogenase dat geen last heeft van zuurstof.
De door nitrogenase gekatalyseerde gesommeerde reactie is:
{\displaystyle {\ce {N2 + 8H+ + 8e- + 16ATP -> 2NH3 + H2 + 16ADP + 16Pi}}}
Het actieve centrum van het enzym bestaat uit een cluster van ijzer- en molybdeenatomen. Enkele bacteriën zijn in staat om bij gebrek aan molybdeen andere nitrogenasen te vormen, die in plaats van molybdeen vanadium of ijzer bevatten.
Stikstofbinding is een relatief complex, zeer goed gereguleerd biochemisch proces, waarbij verschillende enzymen betrokken zijn, waarvan nitrogenase de belangrijkste is. Een ander belangrijk enzym bij de stikstofbinding is dinitrogenase-reductase.